# 2 305 843 009 213 693 951 (nombre)
2 305 843 009 213 693 951 est le 9e nombre premier de Mersenne. Il est défini par {\displaystyle M_{61}=2^{61}-1} et compte 19 chiffres. C'est Ivan Mikheïevitch Pervouchine qui a établi, en 1883,  qu'il était premier. Historiquement très important, ce nombre est devenu trop petit pour la cryptographie actuelle.

## Historique
Pervouchine avait d'abord découvert que les 12e et 23e nombres de Fermat étaient composés : le premier est divisible par 7 × 214 + 1 = 114 689 et le second par 5 × 225 + 1 = 167 772 161.
C'est seulement en 1883 que Pervouchine démontre que le nombre qui sera longtemps désigné comme le « nombre de Pervouchine » était bien un nombre premier de Mersenne.

## Anecdote
En revanche, Pervouchine n'aura pas calculé sans ordinateur le plus grand nombre de ce type. Certes, ce mathématicien russe était très connu à son époque au point que son nombre portait son nom et non celui de Mersenne. C'est ainsi que ce « nombre de Pervouchine », M61, était alors le second plus grand nombre premier connu (juste derrière M127 trouvé par Édouard Lucas sept ans plus tôt) et ceci jusqu'en 1911, date à laquelle Powers démontra la primarité de M89.

## Citations
- « 261− 1 est le nombre le plus parfait qui sera jamais découvert parce que, ce genre de nombre étant simplement curieux sans être utile, il est peu probable que quelqu'un tente d'en trouver un autre. » (Peter Barlow qui faisait partie de la génération précédant celle de Pervouchine).
- Dans un de ses livres Croyez-le ou non, Ripley indique que 261 − 1 était le nombre de manières de faire la monnaie sur un billet de cinq dollars.